# 富山高岡連絡道路
富山高岡連絡道路（とやまたかおかれんらくどうろ）は、富山県富山市から同県高岡市に至る延長約10 kmの地域高規格道路（国道8号バイパス）である。
地域高規格道路の計画路線に指定されており、富山高岡バイパスの一部区間である。

## 沿革
- 1994年12月16日 : 地域高規格道路候補路線に指定
- 1998年6月16日 : 地域高規格道路計画路線指定

## 接続する地域高規格道路
- 高岡環状道路
- 富山外郭環状道路